# Adam Borkiewicz
Adam Józef Borkiewicz ps. „Adam”, „Adam Czachurski”, „Grzymała Siedlecki”, „Leszczyński”, „Pepi”, „Józef Pepi”, „Poleski”, „Widacki”, przybrane nazwisko Józef Nowak (ur. 17 marca 1896 w Bąkowej Górze, zm. 29 grudnia 1958 w Warszawie) – żołnierz Legionów Polskich, pułkownik piechoty Wojska Polskiego, członek Komendy Głównej Armii Krajowej, historyk wojskowości, kawaler Orderu Virtuti Militari. Autor pierwszej naukowej monografii powstania warszawskiego.

## Życiorys
Syn Franciszka i Marii z Susickich. Uczył się w Gimnazjum Wojciecha Górskiego w Warszawie, gdzie w 1914 otrzymał świadectwo dojrzałości. Od lutego 1913 był członkiem Związku Walki Czynnej, zaś od sierpnia 1914 wstąpił w szeregi konspiracyjnej Polskiej Organizacji Wojskowej. 29 listopada po manifestacji patriotycznej aresztowany i przetrzymywany do 17 grudnia 1914. Działał w Lotnym Oddziale POW, a następnie w Batalionie Warszawskim, z którym w sierpniu 1915 przeszedł do Legionów. Służył w 1 pułku piechoty awansując z szeregowego na kaprala. Dwukrotnie ranny. Po kryzysie przysięgowym w lipcu 1917 był osadzony w obozie w Szczypiornie. W końcu lipca zbiegł z obozu ponownie rozpoczynając działalność w POW. Od września 1917 był komendantem obwodu POW Koło i p.o. komendanta Okręgu Kalisz. Od 15 lipca do 15 sierpnia 1918 więziony w Koninie. Następnie przez krótki czas studiował filozofię na Uniwersytecie Warszawskim.
Od 1918 służył w szeregach odrodzonego Wojska Polskiego. Dowodził rozbrajaniem oddziałów niemieckich w Kole. Od listopada 1918 dowodził VI batalionem Ziemi Kaliskiej (powstałym z sił POW), następnie był zastępcą dowódcy kompanii 29 pułku piechoty ziemi kaliskiej. W okresie styczeń – marzec 1919 ukończył Szkołę Podchorążych Piechoty, a następnie pełnił funkcję instruktora w Szkole Podoficerskiej w Dęblinie.
Od kwietnia 1919 służył w 1 pułku piechoty Legionów, jako dowódca plutonu, a od grudnia 1919 jako dowódca 7 kompanii. Od maja 1920 pełnił funkcję dowódcy 2 kompanii. Był dwukrotnie ranny w trakcie wojny polsko-bolszewickiej. Kapitan ze starszeństwem z dniem 1 czerwca 1919.
Po 1920 dowodził 6 a następnie 5 kompanią, zaś do września 1924 pełnił obowiązki dowódcy II batalionu w pułku. Od stycznia 1925 był kwatermistrzem pułku. Od kwietnia do 30 czerwca 1925 był odkomenderowany do Biura Historycznego Sztabu Generalnego. Mianowany majorem ze starszeństwem z dniem 1 stycznia 1928. W biurze pełnił funkcje referenta, od maja 1927 kierownika referatu, zaś od maja 1930 kierownika Wydziału Wojen Polski Odrodzonej. W czerwcu 1933 został przeniesiony z 41 pułku piechoty w Suwałkach do Korpusu Ochrony Pogranicza na stanowisko dowódcy batalionu KOP „Suwałki”. 27 czerwca 1935 został awansowany na podpułkownika ze starszeństwem z dniem 1 stycznia 1935 i 31. lokatą w korpusie oficerów piechoty.
Po śmierci Józefa Piłsudskiego, w 1935 podjął się organizacji Muzeum Józefa Piłsudskiego w Belwederze, którego dyrektorem pozostawał do 1939. Był również członkiem Instytutu Badania Najnowszej Historii Polski.
Był encyklopedystą. Został wymieniony w gronie edytorów ośmiotomowej Encyklopedii wojskowej wydanej w latach 1931–1939, w której zredagował hasła związane z historią wojny polsko-bolszewickiej.
Po agresji III Rzeszy na Polskę w 1939, ewakuowany do Lwowa, był oficerem sztabu obrony miasta. Po agresji ZSRR na Polskę i kapitulacji Lwowa przed Armią Czerwoną nie poszedł do niewoli sowieckiej. Jeszcze we wrześniu przedostał się na Węgry, gdzie został internowany. Jako starszy obozu w Lengyeltóti, został skazany w grudniu 1939 na 6 miesięcy twierdzy, za organizowanie ucieczki oficerów polskich. Należał do powstałego na Węgrzech piłsudczykowskiego Obozu Polski Walczącej i przypuszczalnie dzięki OPW opuścił obóz internowanych Pestihidegküt. 21 września 1941 został przerzucony do kraju przez komórkę kurierską OPW. Przeszedł z Węgier do Polski, wraz z ppłk. Mieczysławem Szumańskim, prowadzony przez kuriera Stanisława Frączystego. W okupowanym kraju włączył się do pracy konspiracyjnej w szeregach Związku Walki Zbrojnej (od 1942 – Armii Krajowej). Był członkiem Komendy Głównej AK, w stopniu podpułkownika dowodził m.in. Podokręgiem Wschodnim Obszaru Warszawskiego AK, który obejmował obwody Obszaru leżące w Generalnym Gubernatorstwie na lewym brzegu Wisły. Od 1943 pełnił funkcję zastępcy Inspektora Głównego Wojskowej Służby Ochrony Powstania w IV oddziale KG AK.
Brał udział w powstaniu warszawskim, od 12 sierpnia jako redaktor dziennika „Barykada”, w Podobwodzie Śródmieście Południowe, a od 6 września po połączeniu z pismem „Warszawa Walczy”, pisma „Barykada – Warszawa Walczy”.
Po kapitulacji powstania generał Okulicki powierzył mu kierowanie działem historycznym, który miał wydawać pismo poświęcone problematyce historyczno-wojskowej z okresu kampanii wrześniowej, a zwłaszcza powstania warszawskiego. Od listopada był kierownikiem sekcji historycznej Biura Informacji i Propagandy Komendy Głównej Armii Krajowej. 1 stycznia 1945 mianowany pułkownikiem służby stałej.
W czerwcu 1946 Komisja Likwidacyjna AK powierzyła mu zadanie zebrania i opracowania materiałów do historii Armii Krajowej, przekazując w tym celu 29 tomów akt. W tym samym czasie podjął pracę w Instytucie Pamięci Narodowej jako kierownik i jedyny pracownik samodzielnego Referatu Ruchu Oporu.
W 1949 w okresie wzmagającego się terroru komunistycznego odebrano mu niemal wszystkie materiały, z których część posłużyła później jako materiał dowodowy w procesie jego córki Anny – inwalidki wojennej z batalionu „Zośka”, którą skazano na 7 lat więzienia za: „gromadzenie i melinowanie materiałów gloryfikujących AK w celu poniżenia AL”. W 1950 przeniesiono go na emeryturę. Zaczął wówczas współpracę  z Instytutem Historii PAN i Instytutem Urbanistyki i Architektury PAN oraz – od 15 V 1951 – z komisją redakcyjną Atlasu Historycznego. W 1951 organizował również oddział kartograficzny Centralnej Biblioteki Wojskowej. Pracował ponadto przy gromadzeniu i opisywaniu materiałów do publikacji Centralny katalog zbiorów kartograficznych w Polsce
Liberalizacja systemu po październiku 1956 i powrocie do władzy Władysława Gomułki umożliwiła mu powrót do pracy historyka. W 1957 opublikował swoje monumentalne dzieło – „Powstanie warszawskie. Zarys działań natury wojskowej” – które stanowiło pierwszą rzetelną pracę naukową opisującą kompleksowo przebieg powstania. Monografia Borkiewicza stała się najbardziej poszukiwaną książką w PRL okresu Października. Sam Borkiewicz nie cieszył się długo tym sukcesem. Po ciężkiej chorobie zmarł 29 grudnia 1958.
Został pochowany na cmentarzu Wojskowym na Powązkach w Warszawie (A24-11-15).

## Ordery i odznaczenia
- Krzyż Srebrny Orderu Wojskowego Virtuti Militari nr 4787 (1921)[19]
- Krzyż Niepodległości z Mieczami (6 czerwca 1931)[20]
- Krzyż Kawalerski Orderu Odrodzenia Polski (27 listopada 1929)[21]
- Krzyż Walecznych (czterokrotnie)
- Medal Pamiątkowy za Wojnę 1918–1921[22]
- Medal Dziesięciolecia Odzyskanej Niepodległości[22]
- Odznaka za Rany i Kontuzje[22]
- Odznaka 1 pułku piechoty Legionów[22]
- Odznaka Pamiątkowa Więźniów Ideowych[22]
- Medal 10 Rocznicy Wojny Niepodległościowej (Łotwa, zezwolenie 1929)[23]